# Hans-Gunnar Liljenwall
Hans-Gunnar Liljenwall, född 9 juli 1941 i Jönköping, är en svensk tidigare utövare av modern femkamp från A6 IF i Jönköping. 
Han blev svensk mästare i modern femkamp fyra gånger: 1961, 1962, 1964 och 1966.
Liljenwall var den förste som någonsin diskvalificerades för dopning i de olympiska spelen. Orsaken var en för hög alkoholhalt (0,81 promille) i blodet under skyttet i modern femkamp i Mexico City 1968. Diskvalificeringen av Liljenwall ledde till att det svenska laget i modern femkamp blev av med den bronsmedalj de erövrat under spelen. Bronset gick till Frankrike i stället. Efter säsongen slutade han med modern femkamp, men gjorde oväntad comeback till OS i München 1972.